# Arne Alig
Arne Christian Alig (* 8. April 1968 in Hannover; † 2. Juli 2008 auf der kroatischen Insel Rab) war ein deutscher Basketballspieler und -trainer.

## Karriere
Alig ging 1989 in die USA aufs College, wo er zunächst für ein Jahr bei den Saints vom Santa Fé Community College in Gainesville (Florida) aktiv war. Danach spielte er noch für zwei Jahre bei den Silverswords der Chaminade University of Honolulu in Hawaii. Er war ein hervorragender Shotblocker und steht unter anderem deshalb in den Bestenlisten seiner Colleges.
Am Ende des Spieljahres 1989/90 sammelte er erste Erfahrungen in der Bundesliga bei TTL Bamberg  und stand nach seiner Rückkehr aus den Vereinigten Staaten ab 1992 dann fest im Aufgebot des Bundesligisten. Mit Bamberg erreichte er 1993 Alig das Finale um die deutsche Meisterschaft, das verloren wurde. Im Jahr darauf wurde das Final Four im Pokal sowie das Halbfinale in der Meisterschaft erreicht. Alig konnte persönlich jedoch die Erwartungen in Bamberg nicht ganz erfüllen, so dass er 1994 nach Gießen wechselte. Ein äußerliches Markenzeichen während seiner Gießener Spielerzeit war ein Irokesenschnitt. Für diesen Verein spielte er zunächst bis 1996 und erhielt dann keine Vertragsverlängerung, was Alig verärgerte. Er ging zum Bundesliga-Konkurrenten SV Oberelchingen. In Oberelchingen bestritt er seine beste Saison und gehörte in den statistischen Wertungen Punkte und Rebounds ligaweit zu den besten Spielern. Hernach ging er nach Gießen zurück und spielte bis zum Ende seiner Laufbahn für die Mittelhessen. Mit Gießen und Oberelchingen kam er jedoch nie mehr über das Viertelfinale um die deutsche Meisterschaft hinaus. Im Pokal wurde 1999 das Endspiel erreicht, was aber gegen Alba Berlin verloren ging.
Nach Verletzungen insbesondere am Knie wechselte Alig 2000 auf die Trainerbank und übernahm die zweite Mannschaft des MTV 1846 Gießen in der Oberliga. 2001/02 war er in der 2. Liga Nord Trainer des SC Rist Wedel. Alig ging nach Mittelhessen zurück und betreute den Zweitligisten Avitos Lich. 2004 verließ er Hessen und wechselte innerhalb der 2. Liga Süd nach Crailsheim.
Nach dem Ende der ProB-Spielzeit 2007/08 verstarb Alig plötzlich und unerwartet in seinem Sommerurlaub.